# أردوال
أَرْدُوال هي بليدة تاريخيَّة صغيرة تقع بين واسط والجبل وبلاد خوزستان. فيها مزارع كثيرة وخيرات. يُقال أيضاً "أردوان" بالنون.

### فهرس المنشورات
1. ↑  الحموي (1977)، ج. 1، ص. 149.

### معلومات المنشورات كاملة
الكتب مرتبة حسب تاريخ النشر
ياقوت الحموي (1977)، معجم البلدان (ط. 1)، بيروت: دار صادر، OCLC:1014032934، QID:Q114913343